# Hydroptila coweetensis
Hydroptila coweetensis är en nattsländeart som beskrevs av Huryn 1985. Hydroptila coweetensis ingår i släktet Hydroptila och familjen smånattsländor. Inga underarter finns listade i Catalogue of Life.